# Parc national Sálim Ali
Le parc national Sálim Ali est situé dans le Territoire du Jammu-et-Cachemire en Inde, aux abords de la ville de Srinagar. À proximité du lac Dal, le parc national de Salim Ali comprenait des zones humides qui servait de passage pour les oiseaux migrateurs, et d'une forêt où était observée l'ours noir, le léopard, le cerf du Cachemire, le chevrotain porte-musc ainsi que 70 espèces d'oiseaux. Bien que toujours protégé et reconnu par la législation, le parc national de Salim Ali est considérablement amoindri voire a disparu de fait. Une vaste portion de cette zone protégée ayant été détruite entre 1998 et 2001 sous le gouvernement de l'ancien ministre en chef du Jammu-et-Cachemire Farooq Abdullah, qui y a fait aménager le Royal Springs Golf Course (en), un terrain de golf public détenu et géré par l'office de tourisme du Jammu-et-Cachemire.
Le nom du parc commémore l'ornithologiste Sálim Ali.